# Escudo de Castropol
El Escudo de Castropol es utilizado por el ayuntamiento sin sanción legal. Se dice que había una actas de finales del siglo XIX, donde había un acuerdo de adopción de armas y colores pero sin la utilización de la corona real.
El hecho es que Castropol ya tenía escudo en 1841, porque se puede encontrar en piedra en la fachada del ayuntamiento actual, construido ese año.
Se han usado multitud de variantes, aunque se han confundido los adornos exteriores con las figuras del escudo.
Lo que sí hay es un gran parecido del emblema actual del municipio de Castropol con las del linaje de Ron, originario del concejo.
Actualmente se utiliza uno con un campo de azur, una torre almenada de oro, terrasada de sinople, y cimada de un águila, surmontada de un cuerno de la abundancia, de oro; acostadas a la torre, dos palmas de oro.
- Datos: Q6431124